# Quatuor Ellipsos
Le Quatuor Ellipsos est un quatuor de saxophones français créé à Nantes en 2004.

## Biographie
Le Quatuor Ellipsos est un quatuor de saxophones composé de quatre musiciens interprètes : Paul-Fathi Lacombe (saxophone soprano), Julien Bréchet (saxophone alto), Sylvain Jarry (saxophone ténor) et Nicolas Herrouët (saxophone baryton).
Constitué en 2004 par quatre élèves du Conservatoire National de Région de Versailles et Cergy-Pontoise, le Quatuor Ellipsos a reçu l’enseignement de Paul Meyer et Eric Lesage au conservatoire national de région de Paris. 
En plus des concerts, le quatuor dirige une collection chez la Maison d’édition Gérard Billaudot et le Souffl'en Deux-Sèvres au sein duquel se déroule trois Académie Internationale : saxophone (Quatuor Ellipsos) orgue (avec Thierry Escaich) et gospel (sous la direction du chanteur Jaja) à l’Abbaye Royale de Celles-sur-Belle. Cette académie d'été accueille de jeunes saxophonistes pour se former auprès du Quatuor Ellipsos et des artistes du festival.
En 2015, il suscite l’intérêt des comédiens Chevallier & Laspalès, qui les invite avec eux, à se produire au Zénith de Rouen. À la suite de cet épisode, Michel Drucker les invite dans son émission télévisée « Vivement Dimanche » sur France 2.
Depuis sa création, le quatuor travaille régulièrement avec différents maîtres de la musique de chambre tels que Maurice Bourgue à Pont-Royal, Claire Désert à Paris, Thierry Escaich au Moulin d’Andé, le bordelais Christian Lauba (qui lui dédicace son dernier quatuor "Broadway Suite"), Eric Le Sage, Paul Meyer, Jukka Perko, Jean-François Zygel, le Quatuor Voce mais aussi avec des artistes inattendues comme des duos avec Manu Dibango, Didier Lockwood, les chanteuses Zaza Fournier ou Yael NaÏm.

## Productions
Le quatuor de saxophones est invité à se produire dans de nombreux festivals et salles de concerts à l'étranger : Allemagne, Italie, Slovénie, Suisse, Espagne, Royaume-Uni, Corée du Sud, États-Unis, Chine, Brésil ; mais également en France (Théâtre du Châtelet, Théâtre de la Ville de Paris, Auditorium du Louvre, La Folle Journée de Nantes, Festival Tissé Métisse, Musique à l’Empéri, Festival du Périgord Noir, Zennor Music Series de Cornwall (GB), Les Musicales d’Essaouira (Maroc) Festival Debussy, Festival Jean-Sébastien Bach de Saint-Donat-sur-l'Herbasse, Rencontres Internationales de Saxophone d’Amérique du Sud (Brésil), Festival de la Francophonie de Washington…).[réf. nécessaire]

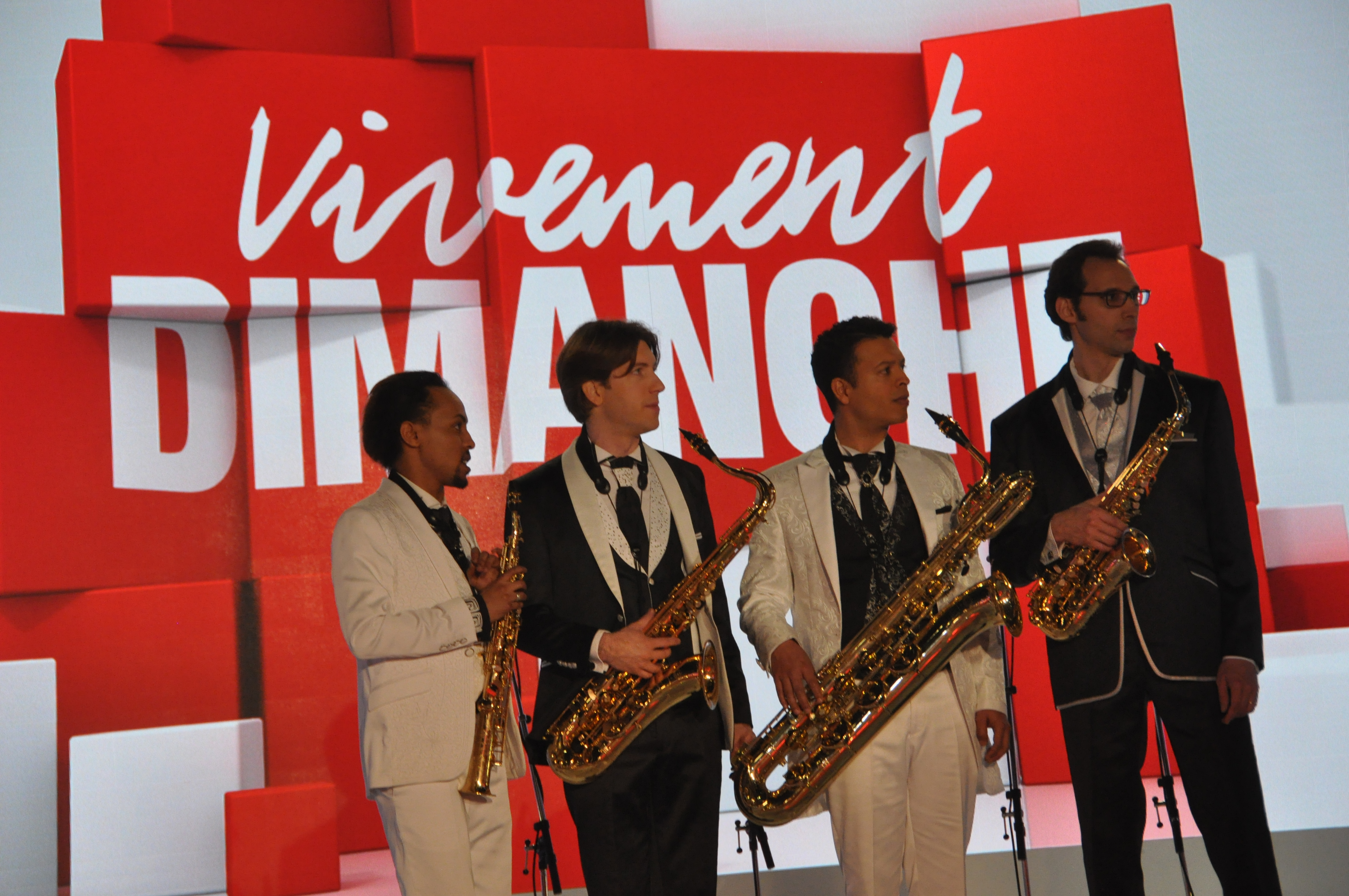
Quatuor Ellipsos invité dans Vivement Dimanche

En 2009, il se produit en direct sur France Culture depuis la Cour d’Honneur de l’Hôtel Matignon, lors de la Fête de la musique.
Le 10 juin 2015, le Quatuor Ellipsos s'est produit à l’Académie des Beaux-Arts, sous la Coupole de l'Institut de France lors de l’installation du compositeur et organiste Thierry Escaich au fauteuil de Jacques Taddéi.
En 2016, il représente la France en Corée (Année France-COREE 2016), au côté du saxophoniste coréen Seung-Dong Lee avec un cycle Ravel à l’Université Yonsei de Séoul.
Il est soutenu par la Spedidam ainsi que par la Maison Selmer-Paris et le groupe D’ADDARIO.[réf. souhaitée]

## Discographie
En 2007, il a enregistré son premier album Medina avec le compositeur Philippe Geiss, les musiciens du Gamelan de la Cité de la Musique. L'album sort en juin 2008, avec notamment la Suite espagnole d’Isaac Albeniz (Cataluna, Sevilla, Aragon, Sevilla) chez l’éditeur Passions. Il s'écoule à plusieurs dizaines de milliers d'exemplaires[réf. nécessaire].
Le second opus, Peer Gynt, sort en 2010 et comprend les œuvres de Sergueï Prokofiev (Sonate no 7), Alexandre Glazounov (Quatuor), Edvard Grieg (Peer Gynt Suite), Vittorio Monti (Czardas).
Son troisième album Bolero, sort en Allemagne chez le label Genuin Classics en 2014. S'ensuivent plusieurs tournées de concert dans différents pays (États-Unis, Chine, Corée du Sud).
Le 10 mars 2017 sort un nouvel E.P (maxi single) intitulé Sax & Gospel.
Le 23 février 2018, le nouvel album United Colors est disponible. Il comprend des titres de Phillipe Geiss, Will Gregory, Thomas Doss, Jean-Baptiste Robin et Graham Lynch.
Le Quatuor Ellipsos a enregistré un nouvel album SAXOPHONIE chez le label NoMadMusic le 19 mars 2021.

## Récompenses
- 2007 : le Quatuor Ellipsos remporte le Premier Prix du Concours International de la FNAPEC (Paris), décerné par Philippe Nahon et Caroline Casadesus.

- 2008 : Gaëlle le Gallic et son émission « Générations interprètes » l’élit « Coup de cœur des auditeurs de France Musique ».

- 2012 : bourse de la Fondation KPMG.